# Kilij

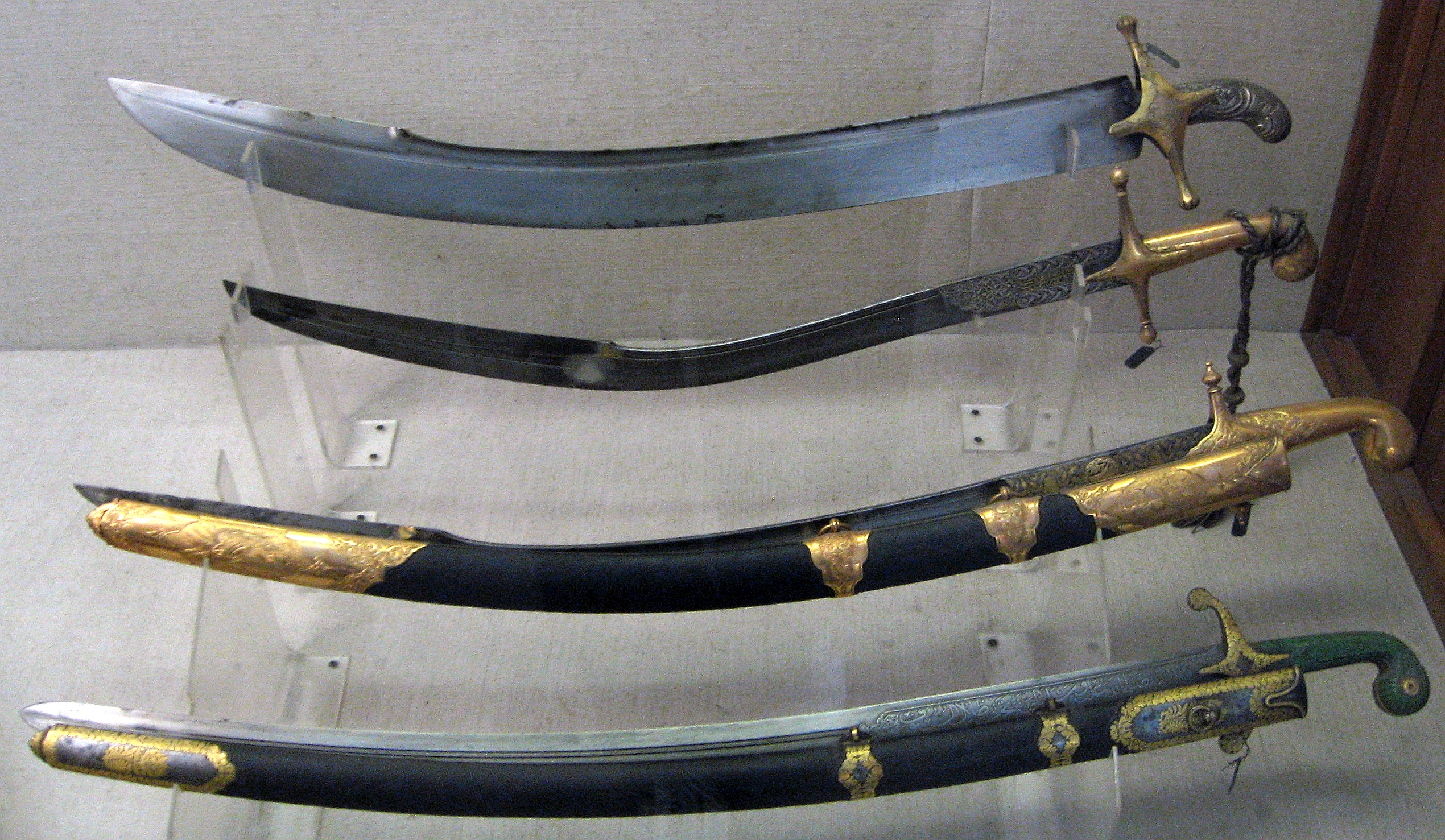
Dall'alto al basso:
- Spada da esecuzione o spada da parata;
- Forma tarda, corta, del kilij;
- Forma arcaica, standard, del kilij;
- Ibrido sciabola-kilij di fattura europea.
Armeria Imperiale del Topkapi, Istanbul

Il Kilij (turco kılıç, letteralmente "spada") è l'arma bianca manesca del tipo spada più comunemente associata all'etnia dei Turchi, in uso presso le forze armate di tutti i regni e gli imperi creati da quelle genti: dall'Impero selgiuchide all'Impero ottomano, passando per i vari potentati mamelucchi (Sultanato mamelucco, Sultanato di Delhi, ecc.) sino all'Impero Moghul. Costituisce il modello di riferimento della scimitarra, con lama monofilare, tagliente sul lato convesso, ricurva, dal marcato controtaglio e curvatura accentuantesi in prossimità della punta.
Il Kilij fu il prodotto finale dell'evoluzione tecnica partita dall'archetipica sciabola turco-mongola, e la base di sviluppo della shamshir persiana dalla quale sarebbe derivata la sciabola occidentale.

## Storia

### Origini
Le forze di cavalleria dei turchi dell'Asia Centrale iniziarono ad utilizzare spade a lama ricurva dalla fine dell'era degli Xiongnu (III secolo), con un'affermazione definitiva del modello al tempo degli imperi dei turchi Göktürk. Si trattava di armi dalla lama marcatamente ricurva, monofilare, con un controtaglio (yelman) lungo quanto un terzo della lama, in acciaio con alte percentuali di carbonio. La forma di queste armi ricordava molto da vicino il dao in uso alle forze di cavalleria cinesi sin dal tempo della dinastia Shang (XVI-XI secolo a.C.), perfezionato come arma in acciaio e non più in bronzo dalla dinastia Han, responsabile dei contatti/scontri tra il Celeste Impero e gli Xiongnu.
La diffusione dell'Islam tra i turchi contribuì alla diffusione della loro spada ricurva tra i grandi regni dell'Asia occidentale, a discapito delle spade a lama diritta precedentemente in uso presso gli arabi (v. kaskara). I primi kilij ad entrare nel bacino culturale arabo appartenevano ai Ghulam, gli schiavi-soldati di etnia turca che combatterono per i califfi Omayyadi ed Abbasidi. La creazione dell'Impero selgiuchide in Persia e del Sultanato di Iconio in Anatolia (XI secolo) fece dei turchi la potenza dominante dell'Asia centrale e del Medio Oriente, garantendo ulteriore diffusione e successo alla loro spada ricurva. Proprio in questo periodo, in Iran, iniziarono a diffondersi le shamshir a lama ricurva derivate dal kilij (lo stesso processo si verificò in India quando la fondazione dell'Impero Moghul portò alla creazione del talwar). Il parallelo avvio delle crociate ed il conseguente intensificarsi dei contatti e degli scontri tra europei, bizantini e potentati musulmani, diffuse in Europa l'idea del kilij quale arma "standard" di "mori" e "saraceni".

### Ilkilijottomano
Nella seconda metà del XIII secolo, numerose tribù di turcomanni si stanziarono in Anatolia, approfittando del ristagno politico-militare in cui versavano l'Impero bizantino, i selgiuchidi e gli Stati crociati. Nel 1299 il bey Osman I, già al servizio del sultano di Iconio, fondò l'Impero ottomano ed i suoi successori, nel cinquantennio successivo, estesero il loro potere oltre lo stretto dei Dardanelli sino ad occupare Adrianopoli nel 1389. Costantinopoli venne conquistata nel 1453 ed il Regno d'Ungheria distrutto nel 1526, mentre Persia, Siria ed Egitto venivano annesse all'impero entro il 1517.
Padroni di buona parte del Medio Oriente e dell'Europa balcanica, i cavalieri ottomani del XV-XVI secolo iniziarono ad affiancare al kilij la shamshir (çimçir in lingua turca) dei selgiuchidi. Armi di pregevole fattura, realizzate in ottimo acciaio Damasco ed acciaio Wootz, vennero realizzate dai maestri armaioli di Damasco, Bursa e Derbent.
Al volgere del XVIII secolo, i kilij turchi vennero accorciati, pur mantenendo lo stesso peso, onde ottenere armi in grado di garantire una miglior capacità di parata rispetto alla shamshir, troppo curva e priva del controtaglio. Parallelamente, i sempre più massicci contatti e scontri tra le forze del sultano di Istanbul e quelle dello tzar di Mosca favorirono il diffondersi, nell'esercito russo, di kilij, che iniziarono ad essere prodotti anche da armaioli russi.
Nel 1826, il sultano Mahmud II operò una radicale ristrutturazione dell'apparato burocratico militare ottomano, smantellando secolari istituzioni come i giannizzeri e riformando le forze armate imperiali secondo il modello europeo. L'esercito ottomano abbandonò formalmente il kilij in favore della sciabola europea e dello spadino. La vecchia scimitarra divenne arma distintiva della Brigata Ertuğrul, composta dai turcomanni incaricati di garantire la sicurezza fisica del sultano, che la mantennero in uso con chiaro intento romantico-nostalgico sino alla rivoluzione dei Giovani Turchi del 1908.

### Ilkilije la nascita della sciabola occidentale
La diffusione negli eserciti dell'Europa Orientale, fondamentalmente il Granducato di Moscovia ed il Regno d'Ungheria, ivi compresi i voivodati (principati) di Moldavia, Valacchia e Transilvania, di spade a lama ricurva simili alla scimitarra orientale si dovette ai contatti con i Tartari prima (XIV secolo) e, fondamentalmente, con gli Ottomani poi (XV secolo). Solo nel XVI secolo però le lame ricurve iniziarono a diffondersi anche nelle terre del vecchio Regno di Polonia e del Granducato di Lituania, sostituendo la spada a lama diritta in uso presso le forze di cavalleria. La prima forma di spada occidentale da cavalleria a lama ricurva fu la szabla, diffusasi tra le truppe di cavalleria della Confederazione Polacco-Lituana durante il regno di Stefan Batory (1576-1586), già voivoda di Transilvania.
Nella quasi totalità dei paesi dell'Europa Occidentale, la parola "sciabola" (sabre in inglese e francese, säbel in tedesco, sable in spagnolo etc.) deriva appunto dal vocabolo polacco szabla.
Nel corso del XIX secolo, i continui contatti tra gli europei ed i territori africani ed asiatici gravitanti intorno al decadente Impero ottomano (v. Imperialismo) intensificarono il processo di "orientalizzazione" delle spade da cavalleria occidentali. Le sciabole di tutti i corpi di cavalleria presero a modello la curvatura del kilij pur mantenendosi fedeli all'originario modello della szabla per quanto concerne il rapporto di larghezza tra lo scarico della lama ed il falso-taglio in prossimità della punta. La sciabola occidentale mantenne quindi sempre lama più lunga, più appuntita e meno curva rispetto al modello orientale di riferimento.

## Costruzione
Il kilij, la scimitarra per antonomasia, ha:
- Lama (namlu) in acciaio, spesso acciaio Damasco, marcatamente ricurva, affilata sul solo lato convesso, allargantesi presso la punta che ha un accentuato controtaglio (yalman), spesso affilato, lungo un terzo della lama. Molti esemplari presentano decorazioni ad agemina e koftgari sul "forte" (namlu yüzü) o su tutta l'estensione della lama;
- Impugnatura (balçak) "a manico di pistola", controcurva rispetto alla lama, solitamente con piccola guardia a croce scudata nel centro, priva di pomolo.

Il fodero (kın) veniva assicurato al cinturone del guerriero tramite i lacci passanti per due distinti anelli di sospensione, i taşıma halkası. All'imboccatura, presentava una scanalatura atta ad accogliere la parte centrale scudata della guardia, il balçak oyuğu. Era solitamente realizzato in legno, ricoperto di cuoio o tessuto pregiato, chiuso alle due estremità da ghiere metalliche spesso sontuosamente decorate (ağızlık e çamurluk). Gli esemplari più preziosi avevano il fodero interamente ricoperto da una lamina metallica incrostata di pietre preziose in soluzione di continuità con gli stilemi decorativi dell'impugnatura.

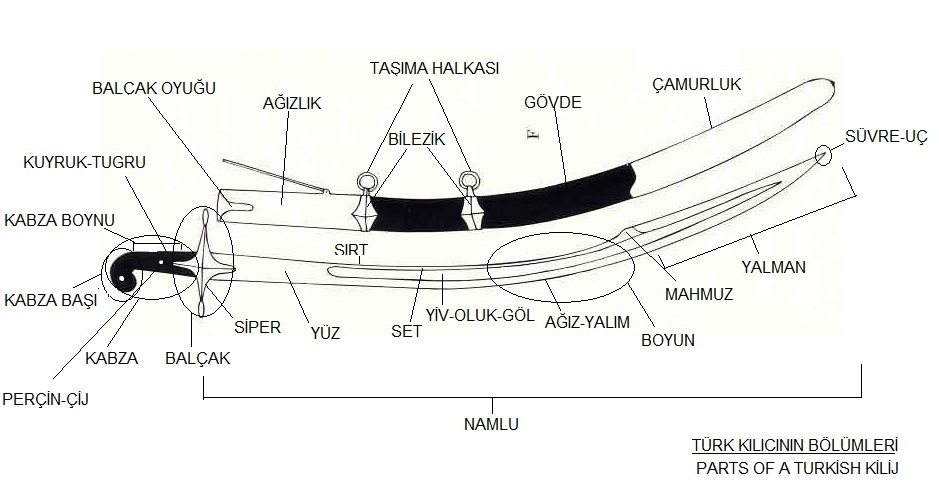
Kilij - nomenclatura

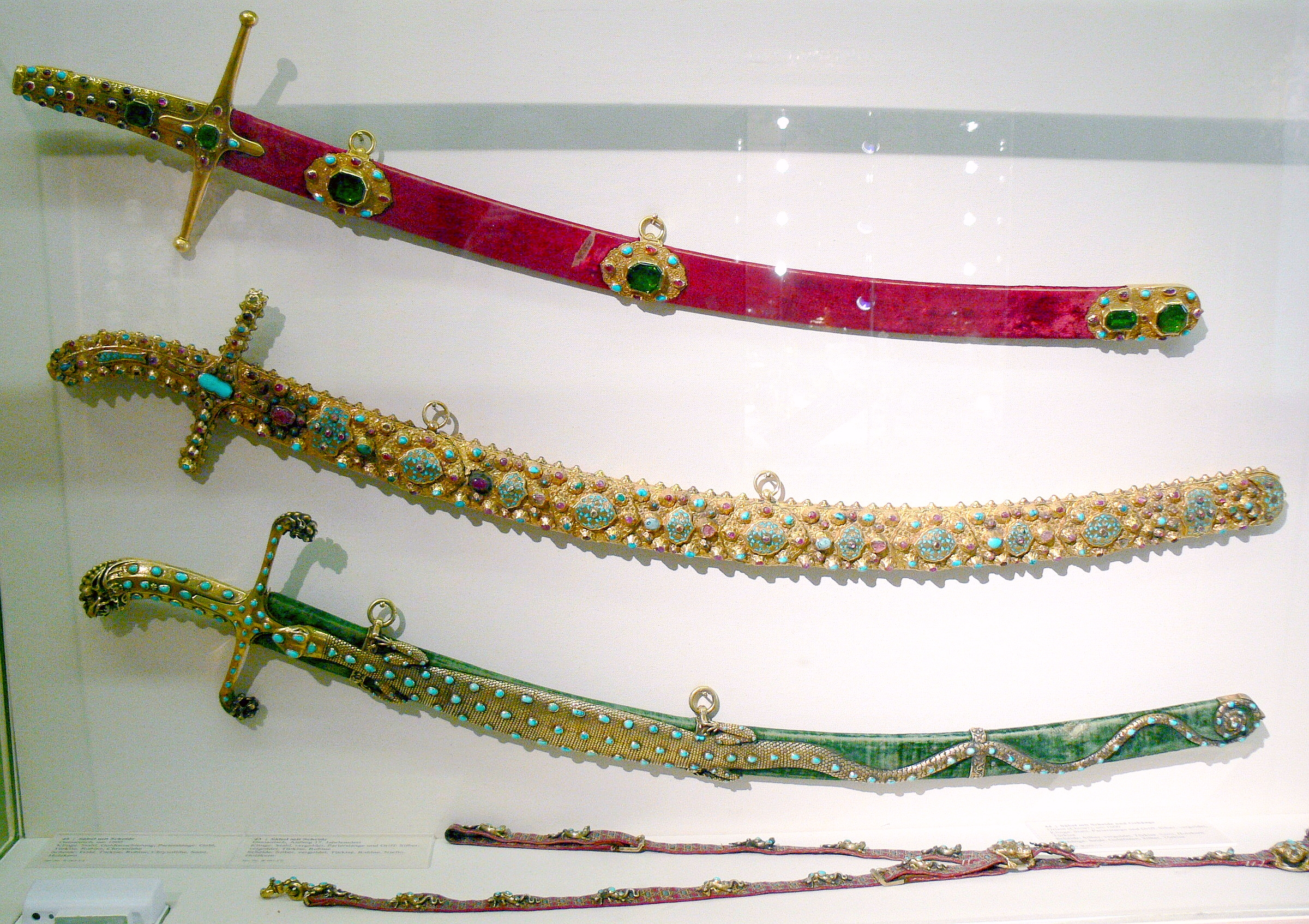
Kilij sontuosamente decorati del XVII secolo (l'esemplare più in alto ricorda molto la szabla polacco-lituana) - Museo dell'Ordine Teutonico (Vienna)

| Namlu           | Lama |
| Namlu boynu     | Sezione centrale (Collo) della lama                                                                                 |
| Namlu yüzü      | Forte della lama |
| Kabza           | Elsa (impugnatura)                                                                                                  |
| Kabza başı      | Pomello o testa |
| Kabza boynu     | Manica |
| Balçak          | Guardia a crociera                                                                                                  |
| Balçak oyuğu    | Scanalatura nel fodero atta ad accogliere il corpo centrale scudato della guardia                                   |
| Siper           | Bracci della guardia                                                                                                |
| Kuyruk o Tugru  | Estremità verticali della guardia, una protendentesi sul manico, l'altra sul forte della lama                       |
| Perçin o Çij    | Rivetto per chiudere il manico sul codolo della lama                                                                |
| Ağız o Yalım    | Filo della lama |
| Sırt            | Dorso della lama |
| Yiv, Oluk o Göl | Scanalatura della lama                                                                                              |
| Set             | Ponticello della lama, tra la scanalatura ed il dorso                                                               |
| Yalman          | Parte terminale della lama, a due fili data la presenza del controtaglio affilato                                   |
| Mahmuz          | Protuberanza del dorso della lama, tra namlu boynu e yalman                                                         |
| Süvre o Uç      | Punta della lama |
| Kın             | Fodero |
| Ağızlık         | Copertura metallica dell'estremità superiore del fodero, ove la guardia, tramite il balçak oyuğu, va ad incastrarsi |
| Çamurluk        | Copertura metallica dell'estremità terminale del fodero                                                             |
| Bilezik         | Ganasce metalliche che assicurano al corpo del fodero gli anelli di sospensione                                     |
| Taşıma halkası  | Anello di sospensione per il fissaggio del fodero                                                                   |
| Gövde           | Parte centrale del fodero, corpo, non ricoperta di metallo                                                          |

### Varianti
- Karabela, variante più corta ed a lama più diritta del kilij, in uso alle forze di fanteria dei giannizzeri;
- Pala, variante più corta e massiccia del kilij ma con curvatura della lama sempre molto pronunciata[7].